# Azuébar
Azuébar, en castillan et officiellement (Assuévar en valencien), est une commune d'Espagne de la province de Castellón dans la Communauté valencienne. Elle est située dans la comarque de l'Alto Palancia et dans la zone à prédominance linguistique valencienne.

## Géographie

Localisation d'Azuébar
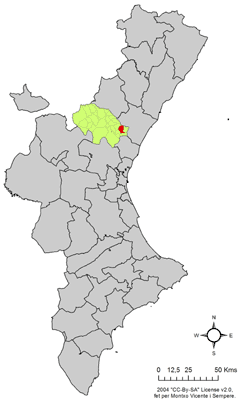
dans la Communauté valencienne.
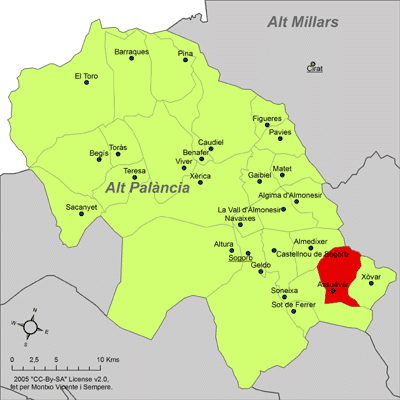
dans la comarque de l'Alto Palancia.